# Thomas Howard, 1. Earl of Suffolk

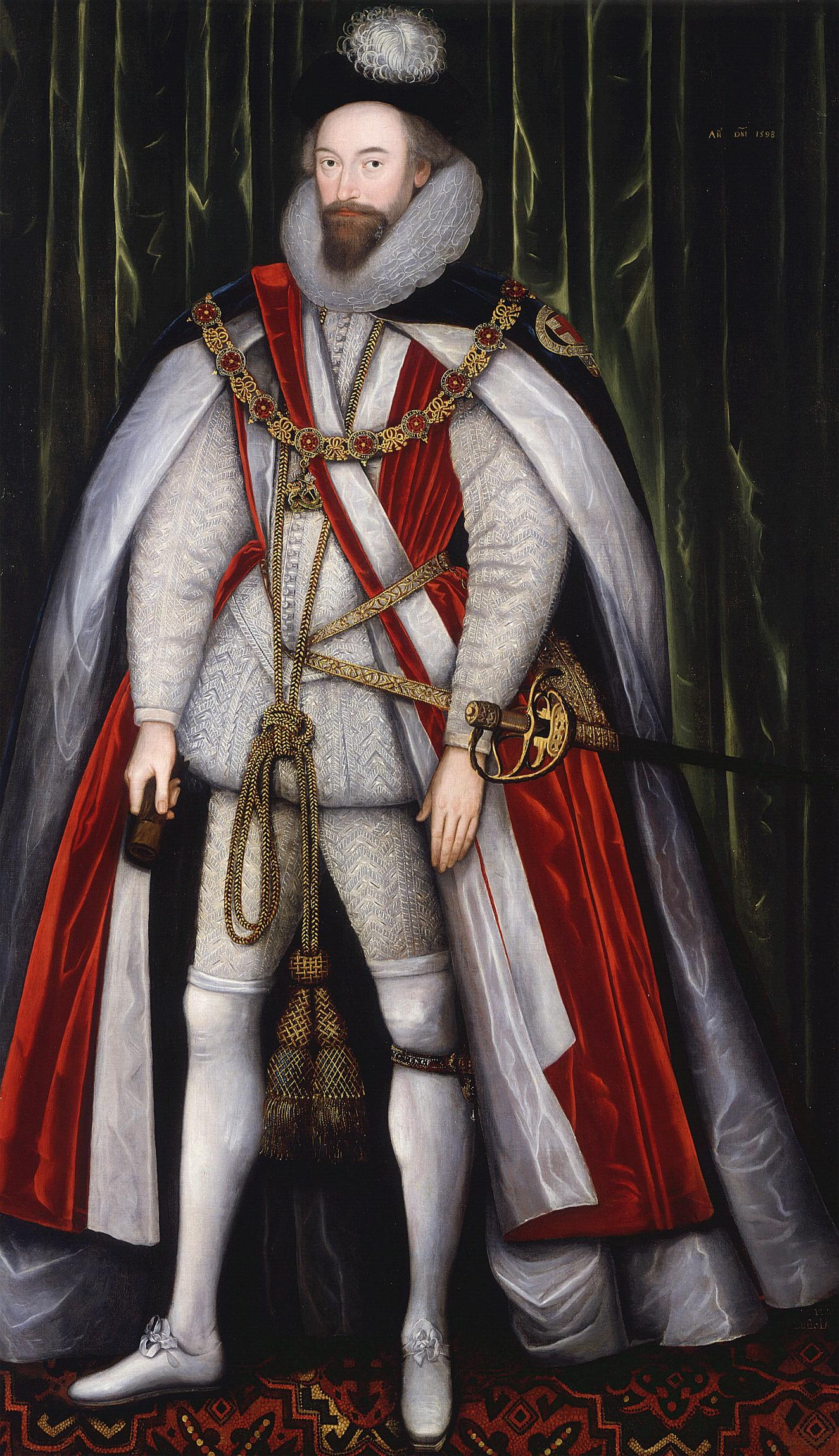
Thomas Howard, 1598

Thomas Howard, 1. Earl of Suffolk KG (* 24. August 1561; † 28. Mai 1626, London) war ein englischer Politiker. Er war Admiral während des spanisch-englischen Krieges und nahm an der Eroberung von Cádiz teil. Später deckte er die Verschwörung des Guy Fawkes auf. Schließlich bekleidete er das Amt des Lord High Treasurer. Wegen des Vorwurfs der Korruption musste er den Posten abgeben. 

## Leben
Thomas Howard war ein jüngerer Sohn des 1572 wegen Hochverrats hingerichteten Thomas Howard, 4. Duke of Norfolk (1538–1572) aus dessen Ehe mit Hon. Margaret Audley (1540–1564).
Er wurde in Cambridge erzogen. Auf Wunsch seines Vaters vor seiner Exekution heiratete er seine Stiefschwester Mary Dacre (1563/64–1578). In zweiter Ehe heiratete er Katherine Knyvet (1565/66–1633). Diese und sein Onkel Henry Howard, 1. Earl of Northampton haben sein Handeln stark bestimmt. Eine Tochter aus zweiter Ehe war Frances Howard.
Obwohl sein Vater als Hochverräter hingerichtet wurde und alle seine Titel und Güter von der Krone eingezogen worden waren, gelang es ihm trotzdem, die Gunst der Königin Elisabeth I. zu gewinnen. Im Kampf gegen die spanische Armada 1588 kommandierte er ein Schiff und wurde noch auf See am 25. Juli 1588 vom Großadmiral Charles Howard, 2. Baron Howard of Effingham, einem entfernten Verwandten, zum Knight Bachelor geschlagen.
Während des englisch-spanischen Krieges kommandierte er 1591 als Admiral ein Geschwader bei den Azoren. Ziel war es die spanische Silberflotte abzufangen. Statt auf die Schatzflotte stießen die englischen Schiffe auf eine spanische Kriegsflotte. Die englischen Schiffe mit Ausnahme der Revenge konnten entkommen; sein Vizeadmiral Richard Grenville wurde beim Kampf um das Schiff tödlich verwundet. Ein ähnliches Kommando hatte er 1596/97 inne. Dabei griffen die Engländer Cadiz an, besiegten eine spanische Flotte und eroberten (zeitweise) die Stadt.
Am 23. April 1597 wurde er als Knight Companion in den Hosenbandorden aufgenommen und am 24. Mai 1597 feierlich in den Orden eingeführt. Am 24. Oktober 1597 wurde er durch einen Writ of Summons in das House of Lords berufen und damit zum erblichen Baron Howard de Walden erhoben. Trotz Kritik von Walter Raleigh und anderen wurde er 1599 Flottenadmiral. Im Jahr 1601 wurde er Konstabler des Tower. Beim Aufstand von Robert Devereux, 2. Earl of Essex war er Marschall der Truppen, die diesen in seinem Anwesen Essex House in Strand bei London belagerten und schließlich verhafteten. Später gehörte er dem Gericht an, das über Essex urteilte. 
Schließlich wurde Howard nach der Thronbesteigung von James I. am 21. Juli 1603 Earl of Suffolk. Außerdem wurde er Lord Chamberlain und Mitglied des Privy Council. In dieser Zeit begann er mit dem Bau des prächtigen Audley End House. Im Jahr 1605 deckte er den von Guy Fawkes geplanten Gunpowder Plot mit auf. 
1614 erhielt er das Amt des Lord High Treasurer und wurde Kanzler der University of Cambridge. Der Mord an Thomas Overbury durch seine Tochter Frances Howard hat ihm nicht weiter geschadet, obwohl er ihre Ehe mit Robert Carr, 1. Earl of Somerset unterstützt hatte und später geholfen hatte, belastendes Material zu beseitigen. 
Aufgrund verschiedener Vergehen wurden er und seine Frau im Jahr 1619 wegen Korruption angeklagt und zu einer Geldstrafe von 30.000 Pfund Sterling sowie einer Haftstrafe verurteilt. Nach zehn Tagen wurden sie jedoch wieder freigelassen. Die Geldstrafe wurde später auf 7.000 Pfund reduziert.
Er erhielt danach bis auf die Position eines High Steward of Exeter 1621 kein öffentliches Amt mehr. 
Seine Nachkommen vererbten nicht nur den Titel eines Earls of Suffolk bis heute weiter, sondern erwarben auch noch durch seinen Sohn aus 2. Ehe, Thomas (1587–1669), den Titel eines Earls of Berkshire im Jahre 1626. Beide Titel sind jetzt in einer Person vereinigt, während der Titel eines Barons Howard de Walden über die weibliche Erbfolge an andere Familien gelangt ist. 
Er wurde in Saffron Walden begraben.